# Іщенко Андрій Володимирович
Іщенко Андрій Володимирович (24. VIII 1951, с. Білогір'я Оріхівського р-ну Запорізької обл.) — доктор юридичних наук з 1997, професор з 1998, заслужений юрист України, полковник міліції.
З 1972 року працює в органах внутрішніх справ. Закінчив у 1979 Київську Вищу школу МВС СРСР (нині — Національна академія внутрішніх справ). З 1979 навчання в ад'юнктурі КВШ МВС СРСР. З 1982 року здійснює науково-педагогічну діяльність: викладач, ст. викладач, заступник начальника з навчальної роботи, начальника кафедри криміналістичної експертизи в Національній академії внутрішніх справ. З 1996 — на посаді професора кафедри криміналістики (нині — кафедри криміналістики і судової медицини Національної академії внутрішніх справ. У 1997 захистив дисертацію на здобуття наукового ступеня доктора юридичних наук за темою « Методологічні та організаційні проблеми розвитку криміналістичних наукових досліджень». Головні напрями наукових досліджень: проблеми загальної теорії та історії криміналістики, судової експертології, наукового криміналістичного забезпечення правоохоронної практики. Має понад 100 наукових та навчально-методичних праць.
З 1998 — вчений секретар Національної академії внутрішніх справ, голова спеціалізованої вченої ради. Є секретарем Київського юридичного товариства.
Осн. праці
- «Проблеми розвитку наукових досліджень у галузі судової експертизи» (1995);
- «Методологічні проблеми криміналістики» (1997);
- «Наукове забезпечення практики боротьби зі злочинністю» (1997);
- «Методологічні проблеми криміналістичних наукових досліджень» (2003);
- «Календар криміналіста» (2010, співавт.).